# Liste de guitaristes de metal

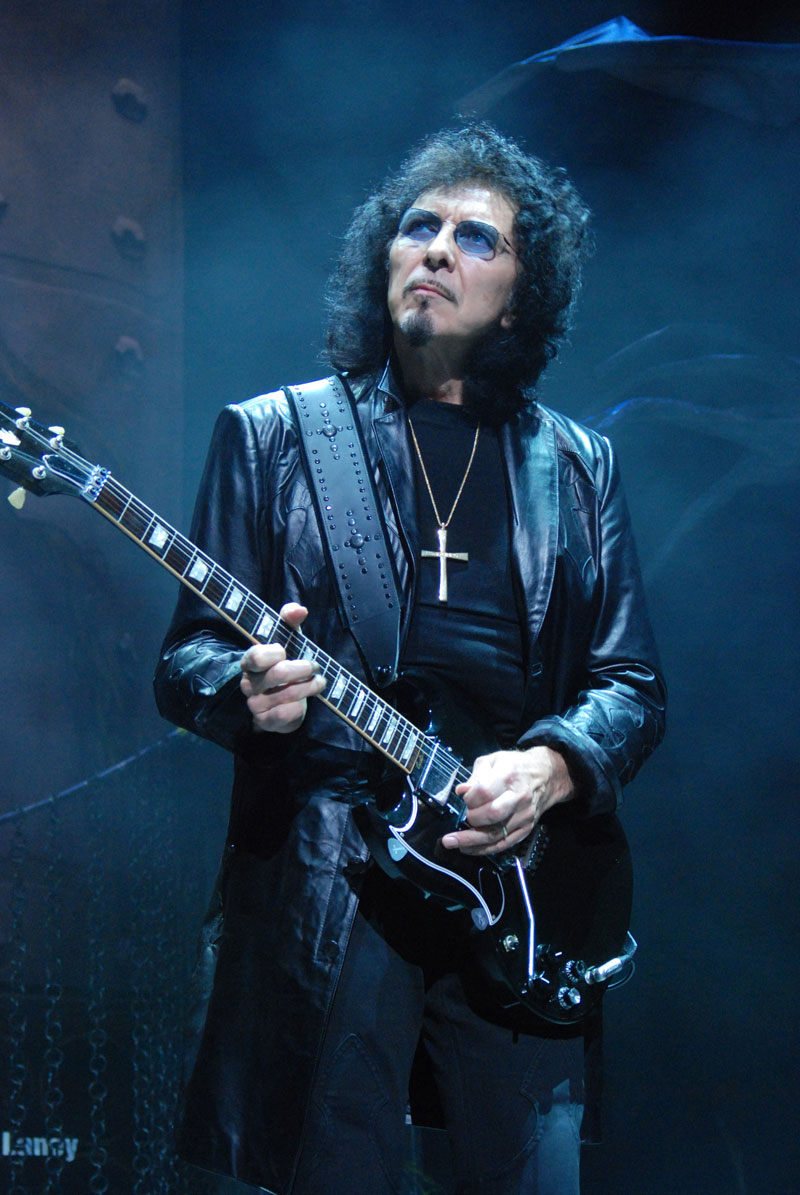
Le Britannique Tony Iommi, représentant des guitaristes de heavy metal

Cet article est une liste de guitaristes de heavy metal, classés par ordre alphabétique. La première colonne comporte le nom des guitaristes tandis que la seconde liste leur pays d'origine.

## A
| Tosin Abasi,                | États-Unis  |
| Abbath                      | Norvège     |
| « Dimebag » Darrell Abbott, | États-Unis  |
| Cyril Achard                | France      |
| Mikael Åkerfeldt,           | Suède       |
| Fredrik Åkesson             | Suède       |
| Paul Allender               | Royaume-Uni |
| Michael Amott,              | Suède       |
| Christian Andreu            | France      |
| Trey Azagthoth,             | États-Unis  |

Début de page

## B
| Michael Angelo Batio       | États-Unis  |
| Jennifer Batten            | États-Unis  |
| Chris Bay                  | Allemagne   |
| Reb Beach                  | États-Unis  |
| Corey Beaulieu             | États-Unis  |
| Jason Becker               | États-Unis  |
| Slaven Bilić (avec Rawbau) | Croatie     |
| Ritchie Blackmore          | Royaume-Uni |
| Wes Borland                | États-Unis  |
| Justin Broadrick           | Royaume-Uni |
| Buckethead,                | États-Unis  |

Début de page

## C
| Marco Calliari     | Canada      |
| Vivian Campbell    | Royaume-Uni |
| Jerry Cantrell     | États-Unis  |
| Dylan Carlson      | États-Unis  |
| Stephen Carpenter, | États-Unis  |
| Rex Carroll        | États-Unis  |
| Max Cavalera,      | Brésil      |
| Carlos Cavazo      | États-Unis  |
| Dino Cazares       | États-Unis  |
| John Christ        | États-Unis  |
| Charles Greywolf   | Allemagne🇩🇪 |

TDébut de page

## D
| Denis « Piggy » D'Amour | Canada      |
| Adam « Nergal » Darski, | Pologne     |
| Demir Demirkan          | Turquie     |
| Michael Denner          | Danemark    |
| Dan Donegan             | États-Unis  |
| K. K. Downing,          | Royaume-Uni |
| Tom Dumont              | États-Unis  |
| Jeffrey « Mantas » Dunn | Royaume-Uni |
| Joseph Duplantier,      | France      |
| Adam Dutkiewicz,        | États-Unis  |

Début de page

## E
| Mattias Eklundh | Suède      |
| Ola Englund     | Suède      |
| Ernie-C         | États-Unis |
| Euronymous      | Norvège    |

Début de page

## F
| Richie Faulkner        | Royaume-Uni |
| Marc Ferrari           | États-Unis  |
| Thomas Gabriel Fischer | Suisse      |
| Robb Flynn             | États-Unis  |
| Lita Ford              | États-Unis  |
| Herman Frank           | Allemagne   |
| Marty Friedman,        | États-Unis  |

Début de page

## G
| Synyster Gates, | États-Unis  |
| Björn Gelotte,  | Suède       |
| Janick Gers     | Royaume-Uni |
| Paul Gilbert    | États-Unis  |
| Scott Gorham    | États-Unis  |
| Stone Gossard   | États-Unis  |
| The Great Kat,  | Royaume-Uni |
| Tracii Guns     | États-Unis  |
| Gus G.,         | Grèce       |

Début de page

## H
| Sammy Hagar                 | États-Unis |
| Mårten Hagström,            | Suède      |
| Morgan Steinmeyer Håkansson | Suède      |
| Page Hamilton               | États-Unis |
| Kirk Hammett,               | États-Unis |
| Jeff Hanneman,              | États-Unis |
| Kai Hansen                  | Allemagne  |
| Matt K. Heafy               | États-Unis |
| James Hetfield,             | États-Unis |
| Wolf Hoffmann               | Allemagne  |
| Gary Holt                   | États-Unis |

Début de page

## I
| Scott Ian,         | États-Unis  |
| Ihsahn,            | Norvège     |
| Chris Impellitteri | États-Unis  |
| Infernus           | Norvège     |
| Tony Iommi,        | Royaume-Uni |

Début de page

## J
| Matthias Jabs | Allemagne  |
| Ron Jarzombek | États-Unis |
| John 5        | États-Unis |
| Adam Jones,   | États-Unis |

Début de page

## K
| Kerry King,           | États-Unis |
| Richard Z. Kruspe     | Allemagne  |
| Steve « Lips » Kudlow | Canada     |

Début de page

## L
| Alexi Laiho,      | Finlande                |
| Andy LaRocque,    | Suède                   |
| Roope Latvala     | Finlande                |
| Frédéric Leclercq | France                  |
| Jake E. Lee       | États-Unis              |
| Herman Li         | Hong Kong / Royaume-Uni |
| Jeff Loomis,      | États-Unis              |
| Kiko Loureiro     | Brésil                  |
| George Lynch,     | États-Unis              |

Début de page

## M
| Tony MacAlpine   | États-Unis  |
| Daron Malakian   | États-Unis  |
| Yngwie Malmsteen | Suède       |
| Mick Mars        | États-Unis  |
| Jim Martin       | États-Unis  |
| Jim Matheos      | États-Unis  |
| Gary Moore       | Royaume-Uni |
| Vinnie Moore     | États-Unis  |
| Tom Morello      | États-Unis  |
| Chino Moreno     | États-Unis  |
| James Murphy     | États-Unis  |
| Dave Murray,     | Royaume-Uni |
| Dave Mustaine,   | États-Unis  |

Début de page

## N
| Dave Navarro   | États-Unis |
| Ted Nugent     | États-Unis |
| K.K. Null      | Japon      |
| Anders Nyström | Suède      |

Début de page

## O
| Pat O'Brien      | États-Unis |
| Stephen O'Malley | États-Unis |
| Jack Owen        | États-Unis |

Début de page

## P
| Michael Padget       | Royaume-Uni |
| Axel Rudi Pell       | Allemagne   |
| Chris Pérez          | États-Unis  |
| Perturbator (débuts) | France      |
| Eric Peterson        | États-Unis  |
| Mille Petrozza       | Allemagne   |
| John Petrucci,       | États-Unis  |
| Jesse Pintado,       | États-Unis  |
| Al Pitrelli          | États-Unis  |

Début de page

## R
| Mark Reale       | États-Unis  |
| Vernon Reid      | États-Unis  |
| Johan Reinholdz  | Suède       |
| Randy Rhoads,    | États-Unis  |
| Jason Richardson | États-Unis  |
| Marc Rizzo       | États-Unis  |
| Kane Roberts     | États-Unis  |
| Brian Robertson  | Royaume-Uni |
| Ross Robinson    | États-Unis  |
| Michael Romeo    | États-Unis  |
| James Root       | États-Unis  |
| Ross the Boss    | États-Unis  |
| Uli Jon Roth,    | Allemagne   |
| Snorre Ruch      | Norvège     |
| Erik Rutan       | États-Unis  |

Début de page

## S
| Joe Satriani             | États-Unis               |
| Mike Scaccia             | États-Unis               |
| Jon Schaffer             | États-Unis               |
| Michael Schenker,        | Allemagne                |
| Rudolf Schenker          | Allemagne                |
| Chuck Schuldiner,        | États-Unis               |
| James « Munky » Shaffer, | États-Unis               |
| Silenoz                  | Norvège                  |
| Alex Skolnick,           | États-Unis               |
| Slash,                   | Royaume-Uni / États-Unis |
| Adrian Smith,            | Royaume-Uni              |
| Andy Sneap               | Royaume-Uni              |
| Wayne Static             | États-Unis               |
| Nita Strauss             | États-Unis               |
| Joel Stroetzel,          | États-Unis               |
| Jesper Strömblad         | Suède                    |
| Joe Stump                | États-Unis               |
| Muhammed Suiçmez         | Allemagne                |
| John Sykes               | Royaume-Uni              |

Début de page

## T
| Akira Takasaki      | Japon            |
| Midori Tatematsu    | Japon            |
| Mick Thomson        | États-Unis       |
| Fredrik Thordendal, | Suède            |
| Tina S              | France           |
| Glenn Tipton,       | Royaume-Uni      |
| Timo Tolkki         | Finlande         |
| Sam Totman          | Nouvelle-Zélande |
| Devin Townsend,     | Canada           |
| Mark Tremonti       | États-Unis       |
| Matthew Tuck        | Royaume-Uni      |
| Luca Turilli        | Italie           |

Début de page

## V
| Steve Vai        | États-Unis            |
| Eddie Van Halen, | Pays-Bas / États-Unis |
| Zacky Vengeance  | États-Unis            |
| Vinnie Vincent   | États-Unis            |
| Emppu Vuorinen   | Finlande              |

Début de page

## W
| Jeff Waters             | Canada     |
| Ben Weinman,            | États-Unis |
| Scott « Wino » Weinrich | États-Unis |
| Brian « Head » Welch,   | États-Unis |
| Kirk Windstein          | États-Unis |
| Zakk Wylde,             | États-Unis |

Début de page

## Z
| Dweezil Zappa | États-Unis |

Début de page